# Oxycera grancanariensis
Oxycera grancanariensis is een vliegensoort uit de familie van de wapenvliegen (Stratiomyidae). De wetenschappelijke naam van de soort is voor het eerst geldig gepubliceerd in 1936 door Frey.